# Renault 12 (film)
Pour plus de détails, voir Fiche technique et Distribution.
Renault 12 est un film réalisé par Mohamed El Khatib en 2018 et diffusé sur Arte le 15 juillet 2020,

## Synopsis
La mère de Mohamed El Khatib est morte dans un hôpital d'Orléans. Un oncle l'incite à venir au Maroc pour recevoir sa part d'héritage. Il lui demande d'effectuer le voyage avec une Renault 12, sans lui préciser la raison. C'est ainsi qu'il se rend à Tanger avec quelques étapes chez des connaissances et diverses rencontres. À l'arrivée, il retrouve sa famille maternelle et dialogue avec sa sœur, des oncles et des tantes qui ne comprennent pas son mode de vie en France, lui reprochant d'exploiter l'image de sa mère dans ses spectacles.
L'oncle qui l'a fait venir lui fait enfin voir l'usage des Renault 12, recherchées pour leur aptitude à rouler vite sur les pistes du Rif.

## Fiche technique[3]
- Titre original : Renault 12
- Réalisation : Mohamed El Khatib
- Photographie : Frédéric Hocké
- Son : Fabrice Osinski, Antoine Bailly, Nicolas Jorio
- Montage : Amrita David
- Production : Élodie Dombre, Vincent Terlinchamp
- sociétés de production : Les Films d'Ici Méditerranée et Waq Waq Studio
- Pays d'origine : France
- Format : couleur — HD
- Genre : documentaire fictif
- Durée : 78 minutes

## Distribution
- Mohamed El Khatib dans son propre rôle.